# المسيحية في بالاو

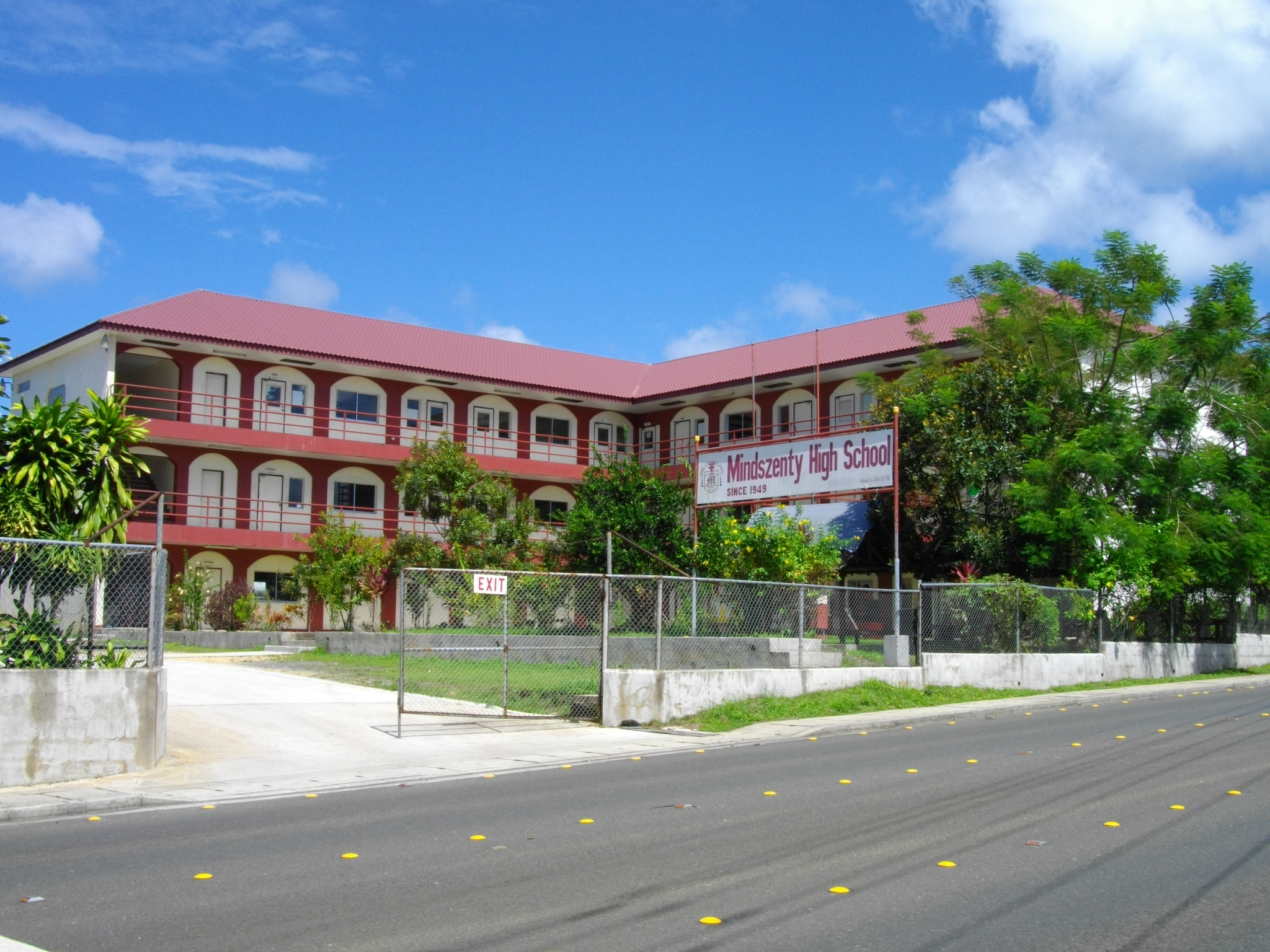
مدرسة كاثوليكية ثانوية في مدينة سايبان.

تُشكل المسيحية في بالاو الديانة الأكثر اننشاراً، وفقاً لتقديرات مركز بيو للأبحاث عام 2010 حوالي 86.7% من السكان من المسيحيين. والكنيسة الرومانية الكاثوليكية هي المذهب الديني السائد في بالاو، ويعتنقها ما يقرب من 65% من السكان. تُشير تقديرات أخرى إلى جماعات دينيَّة أخرى ذات عضوية كبيرة نسبياً تشمل الكنيسة الإنجيلية مع حوالي 2,000 عضو؛ والسبتيين مع حوالي 1,000 عضو، وكنيسة يسوع المسيح لقديسي الأيام الأخيرة مع حوالي 300 عضو؛ وشهود يهوه، وهناك أيضًا مجتمع من الفلبينيين المغتربين وهم في المقام الأول من الكاثوليك وتصل أعداداهم إلى حوالي 6,800 شخص. هناك أقلية في البلاد تُمارس المودكنجي وهي شكل من أشكال الممارسات التوفيقية بين الديانة المسيحية والتقاليد الإحيائية المحلية في بالاو، ويعود تأسيس المذهب إلى عام 1915.
منذ وصول الكهنة اليسوعيين في أوائل القرن التاسع عشر، كان المبشرين أجانب خصوصًا؛ ولعبت البعثات التبشيرية المسيحية اليابانية دور هام في نشر المسيحيَّة؛ وللسبتيين والكنائس الانجيلية شبكة من المدارس الابتدائية والثانوية. خلال الحكم الياباني لجزر بالاو أُعطيت البعثات المسيحية دعم مالي من قبل الحكومة المدنية اليابانية وشجعت الحكومة اليابانية على القضاء على بعض الطقوس الإحيائية التي كانت تمارس في بالاو. في أواخر عقد 1930 وصاعدًا قامت الحكومة اليابانية في بالاو بحملات اضطهاد للمبشرين المسيحيين تخللها سجن عدد منهم بتهمة التورط في أنشطة التجسس لصالح الولايات المتحدة. بعد الحرب العالمية الأولى تبنى معظم اليابانيين في بالاو المسيحية، وتحول معظمهم من البوذية أو الشنتو إلى المسيحية. الكنيسة الكاثوليكية في بالاو هي جزء من الكنيسة الكاثوليكية العالمية في ظل القيادة الروحية للبابا في روما، ويتبع كاثوليك البلاد المطرانية الرومانية الكاثوليكية في جزر كارولين.